# Pyrgotosoma flavidum
Pyrgotosoma flavidum är en tvåvingeart som beskrevs av Malloch 1933. Pyrgotosoma flavidum ingår i släktet Pyrgotosoma och familjen Pyrgotidae. Inga underarter finns listade i Catalogue of Life.